# Lena Maier-Hein
Lena Maier-Hein (* 10. Januar 1980 in Hamburg) ist eine deutsche Medizininformatikwissenschaftlerin und Hochschullehrerin. Sie leitet die Abteilung Intelligent Medical Systems (IMSY) des Deutschen Krebsforschungszentrums (DKFZ) in Heidelberg.

## Leben und Wirken
Lena Maier-Hein promovierte 2009 am Karlsruher Institut für Technologie mit Auszeichnung und führte ihre Postdoc-Zeit am Deutschen Krebsforschungszentrum (DKFZ) und am Hamlyn Centre for Robotic Surgery am Imperial College London durch. Als ordentliche Professorin am DKFZ arbeitet sie im Bereich computergestützter medizinischer Eingriffe mit Schwerpunkt auf chirurgischer Datenwissenschaft und Computational Biophotonics. Sie ist (Mit-)Autorin von mehr als 150 begutachteten Artikeln in Fachzeitschriften wie Nature Communications, Nature Biomedical Engineering, IEEE Transactions on Pattern Analysis and Machine Intelligence, IEEE Transactions on Medical Imaging, IEEE Transactions on Biomedical Engineering und Medical Image Analysis. Darüber hinaus ist sie Vorstandsmitglied der International Society of Computer Assisted Surgery (ISCAS) und der Medical Image Computing and Computer Assisted Interventions (MICCAI) Gesellschaft und war General Chair und Program Chair für eine Reihe von internationalen Veranstaltungen, darunter die International Conference on Information Processing in Computer Assisted Interventions (IPCAI) und die MICCAI Konferenz.

## Auszeichnungen
Im Jahr 2013 erhielt Lena Maier-Hein den Heinz-Maier-Leibnitz-Preis der Deutschen Forschungsgemeinschaft, die höchste Auszeichnung für deutsche Nachwuchswissenschaftler. Für 2024 wurden ihr der Deutsche Krebspreis (translationale Forschung) und der Landesforschungspreis Baden-Württemberg zugesprochen.